# Barão de Abadia
Barão de Abadia é um título nobiliárquico criado por D. Pedro II do Brasil por carta de 15 de abril de 1847, a favor de Gregório Francisco de Miranda.

## Titulares
1. Gregório Francisco de Miranda (1794—1850) - 1º barão da Abadia.
2. Francisco Dionísio Machado Faria (1850—1904) - 2º barão da Abadia.